# توماش سومر
توماش سومر (بالبولندية: Tomasz Sommer)‏ هو مؤرخ بولندي، ولد في 16 أكتوبر 1972 في بولافي في بولندا.